# أنس الوحيد في شرح التوحيد
أنس الوحيد في شرح التوحيد كتاب من تأليف السيد نعمة الله الجزائري، وهو شرح على كتاب التوحيد للشيخ الصدوق. وهناك إختلاف هل إسمه أنس الوحيد أم أنيس الفريد أو نور البراهين، وصف عبد الله التستري الكتاب بأنه «فيه فوائد جليلة».

## المؤلف
نعمة الله بن محمد الموسوي الجزائري (1050 هـ / 1640 - 1112 هـ / 1701)، المعروف بالمحدث الجزائري وهو رجل دين وفقيه ومُحدّث ومُفسّر شيعي في القرن الحادي والثاني عشر، وهو من السادة الجزائريين، ويرجع نسبه إلى عبد الله ابن موسى الكاظم، ، وقد كان أحد كبار رجال الدين الشيعة الإثني عشرية في العراق وإيران في زمان الدولة الصفوية، وُلد سنة 1050 هـ في قرية الصباغية، وهي إحدى قرى قضاء الجزائر والذي يسمى حالياً بقضاء الجبايش، والذي يقع حسب الجغرافيا الحديثة في محافظة ذي قار بجنوب العراق، بدأ نعمة الله الجزائري الدراسة في الخامسة عمره، حيث ختم القرآن، وقرأ الكثير من القصائد والأشعار، ومن ثم درس الصرف والنحو، ثم انتقل إلى منطقة الحويزة -جنوبي غربي إيران- من أجل إكمال دراسته، ومن ثم إلى مدينتي شيراز وأصفهان، حيث تتلمذ على يد أبرز علماء عصره، وحين سافر إلى مدينة تستر دعاه أهالي المنقطة إلى الإقامة فيها، فقبِل الدعوة، ومنذ وصوله قلّده السلطان سليمان الصفوي منصب القضاء وإمامة صلاة الجمعة، وسائر المناصب الدينية، كما لقّبه بـشيخ الإسلام في تلك المدينة. توفي في 23 شوال سنة 1112 هـ، في قرية جايدر وهي من قرى مدينة لرستان، بعد وفاة المجلسي بسنتين وكان عمره 62 سنة.
وقد ساهم نعمة الله الجزائري مع مجموعة من العلماء كان محمد باقر المجلسي قد أوكل إليهم مهمة إعداد مصادر كتابيه المعروفين الذين يعدان من الموسوعات الكبرى في علم الحديث عند الشيعة وهما: بحار الأنوار الجامعة لدرر أخبار الأئمة الأطهار، ومرآة العقول في شرح أخبار آل الرسول، كما ساهم بجمع أكثر من أربعة آلاف كتاب قد استنسخهم بنفسه.
وله أكثر من خمسين كتابا ورسالة، أشهرها: زهر الربيع ، الأنوار النعمانية في معرفة النشأة الإنسانية، أنيس الوحيد في شرح التوحيد، عقود المرجان في تفسير القرآن، كشف الأسرار في شرح الاستبصار، النور المبين في قصص الأنبياء والمرسلين.

## سبب التأليف
قال الجزائري في مقدمة كتابه:
| أنس الوحيد في شرح التوحيد | وبعد: فيقول المذنب الجاني قليل البضاعة وكثير الإضاعة نعمة الله الموسوي الحسيني الجزائري وفقه الله تعالى لمراضيه، وجعل مستقبل أحواله خيرا من ماضيه: إني لما فرغت من شرحي التهذيب والاستبصار، وشرح عيون الأخبار ، وكتاب الأنوار، تاقت نفسي إلى كتابة شرح على أصول الدين ومعارج اليقين، وكان كتاب التوحيد من مصنفات الصدوق ابن بابويه سقى الله ثراه سجال الغفران، وأسكنه غرف الجنان - مشتملا على أخبار متضمنة لبراهين التوحيد القويمة، وقواعده المستقيمة، لأنها نبعت من عين صافية، ومن حكم شافية، فكتبنا عليه شرحا يكشف عن بعض معانيه، ويوضح ما يحتاج إلى الايضاح من مبانيه، وسميناه نور البراهين في بيان أخبار السادة الطاهرين عليهم من الله سبحانه أكمل الصلوات وأفضل التحيات. | أنس الوحيد في شرح التوحيد |

## نسخ الكتاب
- نسخة مخطوطة كاملة وكاتبها محمد طاهر بن كمال الدين الشوشتري
- نسخة مخطوطة كامله، وهي نسخة مصححة ومنقحة، وكاتب النسخة: علي بن الحاج نظر علي التستري.[24]

## وصلات خارجية
- تحميل الكتاب